# مفاهیم اساسی جامعه‌شناسی
مفاهیم اساسی جامعه‌شناسی (به انگلیسی: Basic Concepts in Sociology) کتاب است که توسط ماکس وبر (۲۱ آوریل ۱۸۶۴–۱۴ ژوئن ۱۹۲۰) اقتصاددان و جامعه‌شناس آلمانی نوشته شده‌است. نسخه اصلی در سال ۱۹۲۲ به زبان آلمانی با عنوان Soziologische Grundbegriffe منتشر شد. ترجمه‌های مختلفی به زبان انگلیسی وجود دارد. اولین مورد منتشر شده در سال ۱۹۶۲ ترجمه و چاپ شده‌است.
کتاب حاضر بخشی از یک اثر تاریخی است که با مرگ وبر ناتمام ماند. او سعی می‌کرد تمام مفاهیم مهم جامعه‌شناسی را در آن قسمت خلاصه کند.

## ساختار کتاب
- مقدمه مترجم انگلیسی
- تذکرات مقدماتی
- دربارهٔ مفهوم جامعه‌شناسی و معنی رفتار اجتماعی
- صور ویژهٔ رفتار اجتماعی
- مفهوم رابطه اجتماعی
- انواع رفتار اجتماعی:عرف، رسم
- مفهوم اقتدار مشروع
- انواع اقتدار مشروع: قرارداد، حقوق
- اعتبار اقتدار مشروع: سنت، عقیده، حقوق
- مفهوم مبارزه
- فرایند جماعتی و جامعه‌ای شدن روابط
- روابط اجتماعی باز و بسته
- تبیین رفتار اجتماعی: نمایندگی
- مفهوم گروه صنفی و انواع آن
- انواع اقتدار در گروه صنفی
- ماهیت اقتدار اداری و تنظیمی در گروه‌های صنفی
- ماهیت سازمان: سازمان صنفی، تجمع اختیاری و اجباری
- مفهوم قدرت و سلطه
- انواع گروه‌های صنفی سیاسی و مذهبی
- واژه‌نامه